# Снова о драконе и витязе
«Снова о драконе и витязе» — мультипликационный фильм.
По мотивам старинной грузинской сказки.

## Создатели
| режиссёр                  | Мераб Саралидзе |
| сценарист                 | Мераб Саралидзе |
| художники-постановщики    | Константин Мацаберидзе, В. Хидашели                                                                                        |
| оператор                  | Виолетта Каросанидзе |
| композитор                | Александр Раквиашвили |
| звукооператор             | Гарри Кунцев |
| художники-мультипликаторы | К. Мацаберидзе, М. Деканосидзе, Валерий Угаров, И. Доиашвили                                                               |
| текст от автора читает    | Незнающий имя этот грузинский актёр, но надеемся в том, что мои коллеги в будущих днях раскроют имю и фамилию этого актёра |
| редактор                  | А. Манцнава |
| монтажёр                  | Д. Придонова |
| ассистенты                | Н.Сулава, Г.Марташвили, Н.Пхакадзе, Э.Чиаурели                                                                             |

## Сюжет
Все знают эту сказку. 

Родником одного села завладел дракон. Если ему каждый день не приводили пригожую девушку — не давал сельчанам воды. Дракон был огромным, беспощадным и сильным, к тому же извергал огонь из пасти. Никто не мог его одолеть. Измучились люди. Но нашёлся витязь. Витязь бесстрашно сразился с драконом, отрубил ему голову и вернул родник селу. 

Такова сказка. Но всё это могло случиться и совсем по другому. 

Сила дракона 

Дракон бросил витязю мешочек с золотом, и витязь забрал его и уехал. 

Сметливый витязь 

Витязь вступил в схватку с драконом и убил его, затем сел на его место у родника. Девушку привели витязю. 

Сметливый дракон 

Дракон и витязь договорились, и им привели двух девушек. 

Глупый витязь 

Дракон надел на хвост фальшивую голову. Витязь отрубил её и уехал, а дракон лишь притворился мёртвым. 

Витязь юбколюб 

Дракон пустил витязя в свой гарем, где витязь и остался. 

Наивный витязь 

Витязь сразился с драконом и убил его. Но выбежавшие из гарема женщины побили витязя и стали оплакивать дракона. 

Итак, всё это могло произойти иначе. Но в сказке осталось только то, как витязь убил дракона и вернул родник людям. Счастлив тот, кто походит на настоящего витязя.

## Отзывы
Искусствовед Ирина Бегизова в своей обзорной статье о проблемах мультипликации на страницах журнала «Литературная Грузия» отнесла фильм « Снова о драконе и витязе» режиссёра Саралидзе к числу примеров широкого спектра возможностей мультипликации в комедийно-сатирическом жанре.